# سیارک ۷۵۹۲
سیارک ۷۵۹۲ (به انگلیسی: 7592 Takinemachi، نامگذاری:1992WR3) هفت هزار و پانصد و نود و دومین سیارک کشف شده‌است که در ۲۳ نوامبر ۱۹۹۲ کشف شد.
قدر مطلق سیارک برابر ۴۶.۷ است.